# Cuori del mondo
Cuori del mondo (Hearts of the World) è un film muto del 1918 diretto da David Wark Griffith.
Le riprese del film durarono dal maggio all'ottobre del 1917. La prima si tenne al Clune's Auditorium di Los Angeles il 12 marzo 1918 e, il 4 aprile, al 44th Street Theatre di New York. In esso Griffith mostra tutta la sua abilità: il dramma che stavano vivendo più di due milioni di persone, schiacciate dalla guerra, è infatti riassunto nella vicenda di due soli personaggi. La perdita di innocenza della protagonista, costretta a macchiarsi di omicidio, è metafora della perdita di innocenza del mondo intero, messo in difficoltà di fronte all'assurdità della guerra.

## Trama
Un villaggio francese vive in pace: i suoi giovani, quando il paese viene attaccato e occupato dai tedeschi, resistono combattendo. Storie tragiche, storie che finiscono bene. Finché non arrivano le truppe francesi.

## Produzione

### Luoghi delle riprese
Il film fu girato all'aeroporto di Parigi-Le Bourget, a Le Bourget (Senna-Saint-Denis); a Cambridge; a Compiègne, nell'Oise; a Londra; a Montreuil (Senna-Saint-Denis); a Senlis, nell'Oise; a Notre-Dame-des-Anges; e nei D.W. Griffith Studios (al 4500 Sunset Blvd., ad Hollywood). Le scene di battaglia in Francia furono girate nel Surrey e a Cambridge, in Inghilterra.

## Distribuzione
Il film fu distribuito dalla Paramount Pictures e dalla Artcraft Pictures Corporation. Con il titolo Love's Struggle fu proiettato in anteprima il 15 febbraio 1918. La prima si tenne al Clune's Auditorium di Los Angeles il 12 marzo 1918 e, il 4 aprile, al 44th Street Theatre di New York.

### Date di uscita
IMDb
- USA 12 marzo 1918 (Los Angeles, California) (première)
- USA 4 aprile 1918 (New York City, New York)
- Spagna 13 gennaio 1921

Alias
- Hearts of the World USA (titolo originale)
- Aos Corações do Mundo Portogallo
- Coeurs du monde Francia
- Corazones del mundo Spagna
- Cuori del mondo Italia
- Love's Struggle USA (titolo pre-distribuzione)
- Virág a romok között Ungheria